# Hugon II de Ponthieu
Hugon II (zm. 20 listopada 1052) – hrabia Ponthieu, syn hrabiego Enguerranda I i jego pierwszej, nieznanej z imienia, żony.
Od 1035 r. przebywał na dworze króla Francji Henryka II. Po śmierci ojca w 1045 r. został hrabią Ponthieu.
Żoną Hugona była od ok. 1030 r. Berta, hrabina d’Aumale, córka hrabiego Guerinfroia. Hugon miał z nią co najmniej pięcioro dzieci:
- Enguerrand II (zm. 25 października 1053), hrabia Ponthieu
- Robert
- Hugon, brał udział w bitwie pod Hastings
- Waleran
- nieznana z imienia córka, żona Wilhelma d’Arques, stryja Wilhelma Zdobywcy

Hugon zmarł w 1052 r. Jego następcą został jego najstarszy syn.